# Lutetia (planetka)
(21) Lutetia je velká planetka hlavního pásu o průměru cca 100 km. Jde o planetku typu M. Objevil ji 15. listopadu 1852 Hermann Mayer Salomon Goldschmidt z balkónu svého bytu v Paříži – Lutetia také znamená v latině Paříž. Planetka byla prozkoumána 10. července 2010 během průletu evropské kometární sondy Rosetta.